# Gnathophyllum precipuum
Gnathophyllum precipuum is een garnalensoort uit de familie van de Gnathophyllidae. De wetenschappelijke naam van de soort is voor het eerst geldig gepubliceerd in 1989 door Titgen.